# ینگیجه (زنجان)
ینگجه ، روستایی از توابع بخش مرکزی شهرستان زنجان در استان زنجان ایران است. این روستا در گذشته دارای حدود بیست چشمه بوده است. در این روستا پوشش گیاهی فراوانی وجود دارد.

## جمعیت
این روستا در دهستان زنجانرودبالا قرار دارد و براساس سرشماری مرکز آمار ایران در سال ۱۳۸۵، جمعیت آن ۱٬۱۱۶ نفر (۳۱۰خانوار) بوده‌است.